# アイドルばかりピチカート
『アイドルばかりピチカート』は、2015年4月22日に徳間ジャパンコミュニケーションズから発売された、小西康陽プロデュースによるピチカート・ファイヴのカバー・アルバム。

## 解説
小西康陽プロデュースによる、ピチカート・ファイヴのカバーを収録したコンピレーション・アルバム。
タワーレコードが運営するアイドル専門レーベル“T-Palette Records”所属（2015年4月時点）のNegicco、lyrical school、バニラビーンズ、ワンリルキス、アイドルネッサンスの5グループが参加している。
そのうち、アイドルネッサンスについて小西は「今回の5組のグループの中でも、もっとも年齢の若いグループであるアイドルネッサンスだからこそ“子供みたいに”と繰り返す『エアプレイン』と『大人になりましょう』が良い、と考えた。ところが、さる事情で『大人になりましょう』は曲目変更となり、『不景気』を歌ってもらうことになった」 とブログに記している。
タワーレコードおよびTOWER RECORDS ONLINEでは、アルバム購入先着特典としてMix CD「『聴かないで』ep」が配布された。

## 評価
RHYMESTER宇多丸は雑誌『BUBKA』での連載「マブ論」にて、本作を「野宮真貴ヴォーカル期のピチカート楽曲で構成された本アルバム、『女王様のボヤキ』系歌詞が目立つのは確かながら、これを旬のアイドルが歌うと、不思議とやっぱり『メタ』な読み取り方ができるようにも聴こえてくるのが、また面白いあたり」とし、「このレーベルでのカバー・アルバム企画自体が絶対面白くならないわけがないヤツだと思うので、今後もいろいろ展開期待してます」 と評した。

## 収録曲
全曲 作詞・作曲：小西康陽
1. 不景気 / アイドルネッサンス
編曲：シライシ紗トリ
2. エアプレイン / アイドルネッサンス
編曲：イイジマケン
3. 私のすべて / バニラビーンズ
編曲：新井俊也
4. イッツ・ア・ビューティフル・デイ / バニラビーンズ
編曲：長谷泰宏 / 吉田哲人
5. ジョリ・バブリ・ラヴリィ / Negicco
編曲：connie
6. ヒッピー・デイ / lyrical school
Rap Lyrics：岩渕竜也 / 編曲：Datakestra & ITL
7. 現代人 / ワンリルキス
編曲：SCOOBIE DO
8. 万事快調 / ワンリルキス
編曲：SCOOBIE DO
9. マジック・カーペット・ライド / Negicco
編曲：connie
10. スウィート・ソウル・レヴュー 〜return of the TOKYO MFSB's ; an instrumental
編曲：長谷泰宏・吉田哲人
11. スウィート・ソウル・レヴュー / バニラビーンズ
編曲：長谷泰宏・吉田哲人

## 7inchボックス:JSLP071

### 解説
2016年の「RECORD STORE DAY JAPAN」ではJET SET限定盤として、各グループの楽曲を両面に収録したアナログ5枚組同封の7インチ・ボックスで完全限定350セットにてリリースされた（1曲参加のlyrical school「ヒッピーデイ」収録のディスクには、カップリングにバニラビーンズ「スウィート・ソウル・レヴュー」を収録）。各シングルの表ジャケットには、多屋澄礼書き下ろしイラストによるピチカート・ファイヴのアルバム・ジャケットをモチーフにしたアイドルネッサンス、バニラビーンズ、Negicco、ワンリルキス、lyrical schoolのイラストがデザインされている。

### 収録曲
（全曲 作詞・作曲：小西康陽）

#### DISC 1
SIDE A
1. 不景気 / アイドルネッサンス
編曲：シライシ紗トリ

SIDE B
1. エアプレイン / アイドルネッサンス
編曲：イイジマケン

#### DISC 2
SIDE C
1. 私のすべて / バニラビーンズ
編曲：新井俊也

SIDE D
1. イッツ・ア・ビューティフル・デイ / バニラビーンズ
編曲：長谷泰宏 / 吉田哲人

#### DISC 3
SIDE E
1. ジョリ・バブリ・ラヴリィ / Negicco
編曲：connie

SIDE F
1. マジック・カーペット・ライド / Negicco
編曲：connie

#### DISC 4
SIDE G
1. 現代人 / ワンリルキス
編曲：SCOOBIE DO

SIDE H
1. 万事快調 / ワンリルキス
編曲：SCOOBIE DO

#### DISC 5
SIDE I
1. ヒッピー・デイ / lyrical school
Rap Lyrics：岩渕竜也 / 編曲：Datakestra & ITL

SIDE J
1. スウィート・ソウル・レヴュー / バニラビーンズ
編曲：長谷泰宏 / 吉田哲人

## クレジット

### アイドルネッサンス
- アイドルネッサンス
  - 橋本佳奈
  - 新井乃亜
  - 南端まいな
  - 比嘉奈菜子
  - 石野理子
  - 宮本茉凜
  - 古岡古宵
- Artist Management：Sony Music Artists Inc.

### Negicco
- Negicco
  - Nao☆
  - Megu
  - Kaede
- Artist Management：熊倉維人 (EH Creators), 佐藤裕美 (EH Creators)

「ジョリ・バブリ・ラブリィ」
- - Produced by connie
  - connie：Programming
  - 奥田健介 (NONA REEVES)：Guitar
  - Recording Engineer：井上一郎 (N-TRIBE)

「マジック・カーペット・ライド」
- - Produced by connie
  - connie：Programming
  - 奥田健介 (NONA REEVES)：Guitar
  - 千ヶ崎学 (KIRINJI)：Bass
  - Recording Engineer：井上一郎 (N-TRIBE)

### バニラビーンズ
- バニラビーンズ
  - レナ
  - リサ
- Director：岩崎充穂
- Recording Engineer：稲葉武
- Recording Studio：MIRACLE BUS STUDIO

### lyrical school
- lyrical school
  - ami
  - ayaka
  - hina
  - minan
  - mei
  - yumi
- Vocal Direction：岩渕竜也
- lyrical school Producer：キムヤスヒロ
- Vocal Recording：Nu Funk Factory
- Recording Engineer：Nu Funk Factory MO-RIKI

### ワンリルキス
- ワンリルキス
  - 古木のぞみ
  - 藤村鼓乃美
  - 森千早都
  - 三上遥香
- SCOOBIE DO
  - コヤマシュウ：Harp, Shouts, Chorus
  - マツキタイジロウ：Guitar, Chorus
  - ナガイケジョー：Bass, Chorus
  - オカモト "MOBY" タクヤ：Drums, Percussion, Chorus
- 細野しんいち：Keyboards
- Produced by 田中貴
- Artist Management：杵庭想

### スタッフ
- Produced by 小西康陽
- Co-Produced & Directed by 麻生健太, 青木郁生 (Tokuma Japan Communications)
- Production Coordination：山崎弘崇 (Tokuma Japan Communications)
- Mix Engineer：廣瀬修
- Assisted by 横井陽
- Additional Production：福富幸宏
- Mixed at Monogram Sounds
- Mastered by 原田光晴
- Art Direction：小西康陽
- Illustration：多屋澄礼
- Design：吉永裕介 (solla Inc.), 磯田楓 (solla Inc.)
- Design Coordination：水澤清恵 (Tokuma Japan Communications)
- Promotion Planning：山村秀樹 (Tokuma Japan Communications)
- Sales Planning：田中英雄 (Tokuma Japan Communications), 木暮隼平 (Tokuma Japan Communications)
- Associate Producer：品川致審 (Tokuma Japan Communications), 白石博一 (Tokuma Japan Communications)
- Executive Producer：篠木雅博 (Tokuma Japan Communications)

## リリース日一覧
| 地域 | リリース日    | レーベル                                   | 規格                   | カタログ番号                         |
| ---- | ------------- | ------------------------------------------ | ---------------------- | ------------------------------------ |
| 日本 | 2015年4月22日 | 徳間ジャパンコミュニケーションズ           | CD                     | TKCA-74215                           |
| 日本 | 2015年4月22日 | 徳間ジャパンコミュニケーションズ           | デジタル・ダウンロード | -                                    |
| 日本 | 2016年4月16日 | JET SET / 徳間ジャパンコミュニケーションズ | 5×7inch                | JSLP071（RECORD STORE DAY 2016限定） |